# 堤抄子
堤 抄子（8月1日—）是日本漫畫家。京都府豐中市出身。她在代表作《聖戰記光蛇王》系列之中，劇情由第1部的奇幻風格，轉變為第2部的科幻風格。

## 作品
- 原名
- 闇印流星、全3冊、原名
- 妖狐傳─義經千本櫻─、全4冊、原名
- 《聖戰記光蛇王》系列
  1. 聖戰記光蛇王、全13冊、原名《聖戦記エルナサーガ（日语：聖戦記エルナサーガ）》
  2. 聖戰記光蛇王II、全7冊、原名《聖戦記エルナサーガII（日语：聖戦記エルナサーガII）》
- 亞達戰記、全5冊、原名《アダ戦記（日语：アダ戦記）》
- 唯我獨尊 - THE ODE TO THE ESPERIDES、4冊待續、原名《エスペリダス・オード（日语：エスペリダス・オード）》、日文版5冊待續（2011年1月）

## 外部連結
- （日語）http://www.shoko-tsutsumi.com/ （页面存档备份，存于）